# Hercostomus verbekei
Hercostomus verbekei är en tvåvingeart som beskrevs av Marc Pollet 1993. Hercostomus verbekei ingår i släktet Hercostomus och familjen styltflugor.
Artens utbredningsområde är Belgien. Inga underarter finns listade i Catalogue of Life.